# 浦添北道路
浦添北道路（うらそえきたどうろ）は、沖縄県宜野湾市宇地泊と浦添市港川を結ぶ全長2 kmの国道58号のバイパス道路である。
読谷道路、嘉手納バイパス、宜野湾バイパス、那覇西道路、豊見城道路、糸満道路とともに、地域高規格道路 沖縄西海岸道路の一部を構成し、自動車専用道路に指定されている。2006年3月31日に整備区間に指定され、2018年3月18日に開通した。

## 諸元
- 起点：沖縄県宜野湾市宇地泊（宜野湾バイパス）
- 終点：沖縄県浦添市港川（臨港道路浦添線）
- 全長：2.0 km
- 道路規格：第1種第3級
- 車線数：暫定2車線
- 設計速度：80 km/h
  - 出典[1]

## インターチェンジなど
- 下記の記号は以下の通り。
  - IC : インターチェンジ

| IC 番号 | 施設名   | 接続路線                              | 起点から の距離 | 終点から の距離 | 備考 | 所在地 | 所在地   |
| ------- | -------- | ------------------------------------- | --------------- | --------------- | ---- | ------ | -------- |
|         | 宇地泊IC | 国道58号(宜野湾バイパス)              | 0.0             | 2.0             |      | 沖縄県 | 宜野湾市 |
|         | 浦添北IC | 臨港道路浦添線 沖縄県道38号浦添西原線 | 2.0             | 0.0             |      | 沖縄県 | 浦添市   |

## 沿線の主な施設
- 牧港漁港
- 沖縄電力本社
- 内閣府沖縄総合事務局沖縄陸運事務所